# Yuri Landman
Yuri Landman (* 1973, Zwolle, Nizozemsko) je nizozemský skladatel experimentální hudby a pedagog, který staví experimentální hudební nástroje pro kapely jako Sonic Youth, dEUS, Half Japanese, Rhys Chatham, Einstürzende Neubauten, Blood Red Shoes.

## Biografie

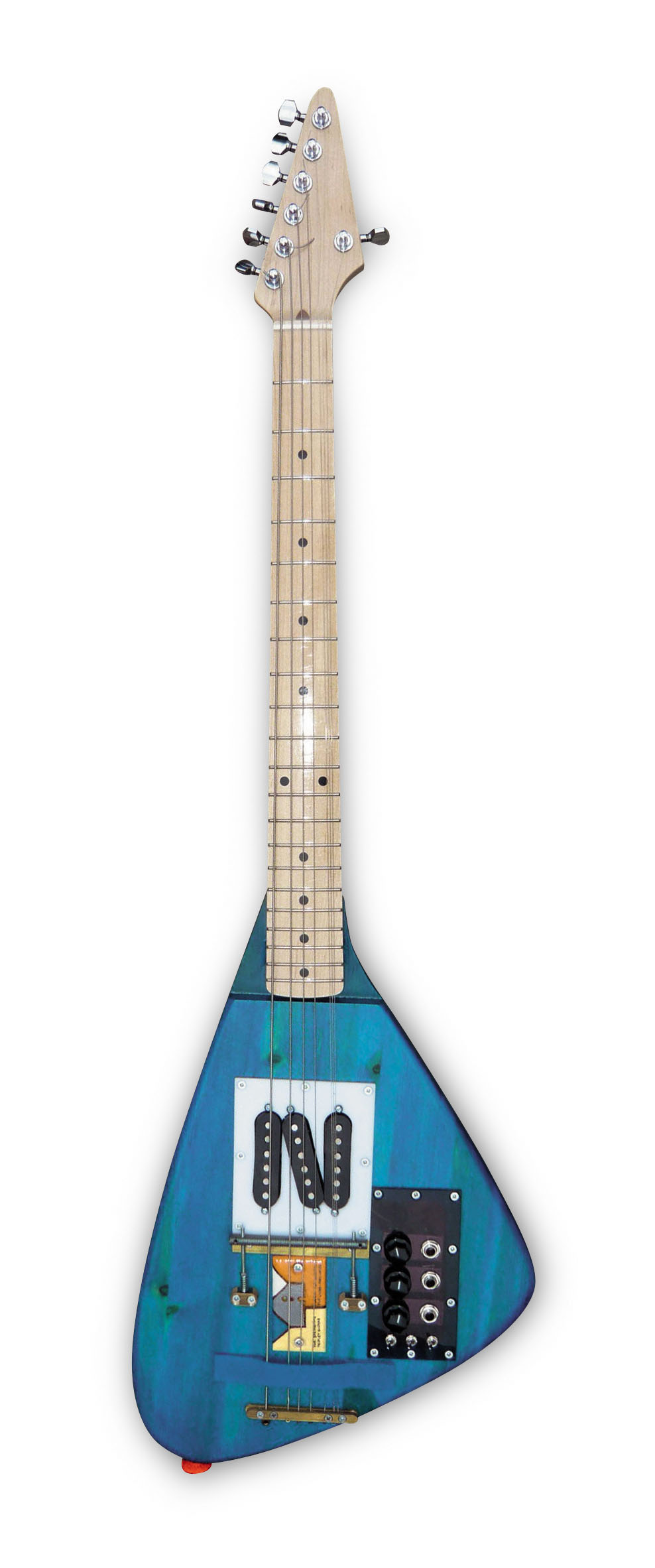
Exprimentální elektrická kytara Springtime, kterou Yuri Landman vytvořil v roce 2008 pro Lauru-Mary Carter ze skupiny Blood Red Shoes

Landman je hudební teoretik a skladatel, který se věnoval mikrotonální hudbě. Mimo svou skladatelskou činnost se věnoval výrobě amplifikovaných hudebních nástrojů (elektrické citera, harfa a další). V roce 2012 založil skupinu Bismuth. Napsal knihu Nice Noise Bart Hopkinová. Publikoval články v Premier Guitar. V roce 2018 navrhl sérii diagramů s mikro-intervaly.
Organizace WORM (Rotterdam), Muziekgebouw aan 't IJ (Amsterdam), Extrapool (Nijmegen), De Toonzaal ('s-Hertogenbosch), Flipside (Eindhoven), Matrix (Lovaň), Can Vicente del Amo (Ibiza), TAMK (Tampere), Museum of Transitory Art (Ljubljana ), St James Cavalier (Malta), Radiona (Zagreb), Sonoscopia (Porto), Acud Macht Neu (Berlín), Liebig 12 (Berlín) a Maajaam (Otepää) mají sbírky hudebních nástrojů Landman pro výzkum a vzdělávání.

### Eseje
- 3rd Bridge Helix, 2009 (anglicky)
- The Seven Plus Five Pattern, Soundest #1, Oct 2018[2] (anglicky)
- From Rusollo till Present , 2019 (anglicky)

## Diskografie

### Zoppo
- Chi pratica lo impare zoppicare lp (1998)
- Nontonnen promo 7" (1998)
- Double the fun splitt 7" (1999)
- Belgian Style Pop cd (1999)

### Avec Aisance
- Vivre dans l'aisance cd (2004)

### Yuri Landman Ensemble
- Yuri Landman Ensemble feat. Jad Fair & Philippe Petit - That's Right, Go Cats, LP/CD 2012, Thick Syrup Records/Siluh Records.

### Bismuth
- Bismuth - s/t, (2014, Geertruida Records)